# Parada de Tourecinho
La Parada de Tourencinho es una plataforma desactivada de la Línea del Corgo, que servía a la localidad de Tourencinho, en el ayuntamiento de Vila Pouca de Aguiar, en Portugal.

## Historia
En el proyecto para el tramo entre la ribera del Varges y la estación de Pedras Salgadas, aprobado por una ordenanza del 14 de septiembre de 1905, estaba previsto que fuese construida una estación en la localidad de Tourencinho; el tramo entre Vila Real y Pedras Salgadas fue inaugurado el 15 de julio de 1907.
El tramo entre Chaves y Vila Real fue cerrado en 1990.